# Ухтомский, Константин Андреевич
Константи́н Андре́евич Ухто́мский, Ухтумский (1818—1881) — русский живописец-акварелист, мастер интерьерного портрета, архитектор; сын гравёра Андрея Ухтомского, ученик Максима Воробьёва. Один из создателей галереи интерьеров исторических залов Зимнего дворца и Эрмитажа времён царствования Николая I и Александра II, автор проекта домовой церкви Инженерного училища в Михайловском замке. Академик (с 1843) и почётный вольный общник (с 1855) Императорской Академии художеств, действительный статский советник (1872).

## Биография
Родился в Санкт-Петербурге, как считается, 22 октября (3 ноября)  1818 года (в Петербургском некрополе указан год рождения — 1819); сын гравёра, академика и библиотекаря Императорской Академии художеств Андрея Ухтомского и его жены Анны-Христины, урождённой Рихтер.
С 1832 года (согласно С. Н. Кондакову) состоял вольноприходящим учеником Академии художеств; учился у профессора-пейзажиста Максима Воробьёва. За время обучения был награждён двумя серебряными медалями за акварельные работы: малой (в 1836) и большой (в 1838); в 1839 году, по окончании Академии, получил звание художника архитектуры XIV класса и был награждён шпагой.
По окончании академического курса путешествовал за границей, откуда привёз множество эскизов для своих последующих акварельных работ. В сентябре 1843 года за «проект дома богатого вельможи» был признан академиком архитектуры. В сентябре 1855 года за виды зал в новом здании Эрмитажа получил звание почётного вольного общника Академии. Некоторое время был хранителем академического музея (1850—1859), сменив в этой должности своего отца.
В последние годы жизни служил сверхштатным архитектором одновременно в Министерстве императорского двора и в Главном инженерном управлении Военного министерства. В 1872 году был пожалован чином действительного статского советника. Был награждён орденами Св. Станислава 2-й степени (1858) и Св. Анны 2-й степени (1877).
Умер 26 августа (7 сентября)  1881 года в Петербурге. Был похоронен на Смоленском православном кладбище, рядом с отцом; могила считается утраченной.
В Эрмитаже в настоящее время хранится около 50 акварелей К. А. Ухтомского.

## Галерея

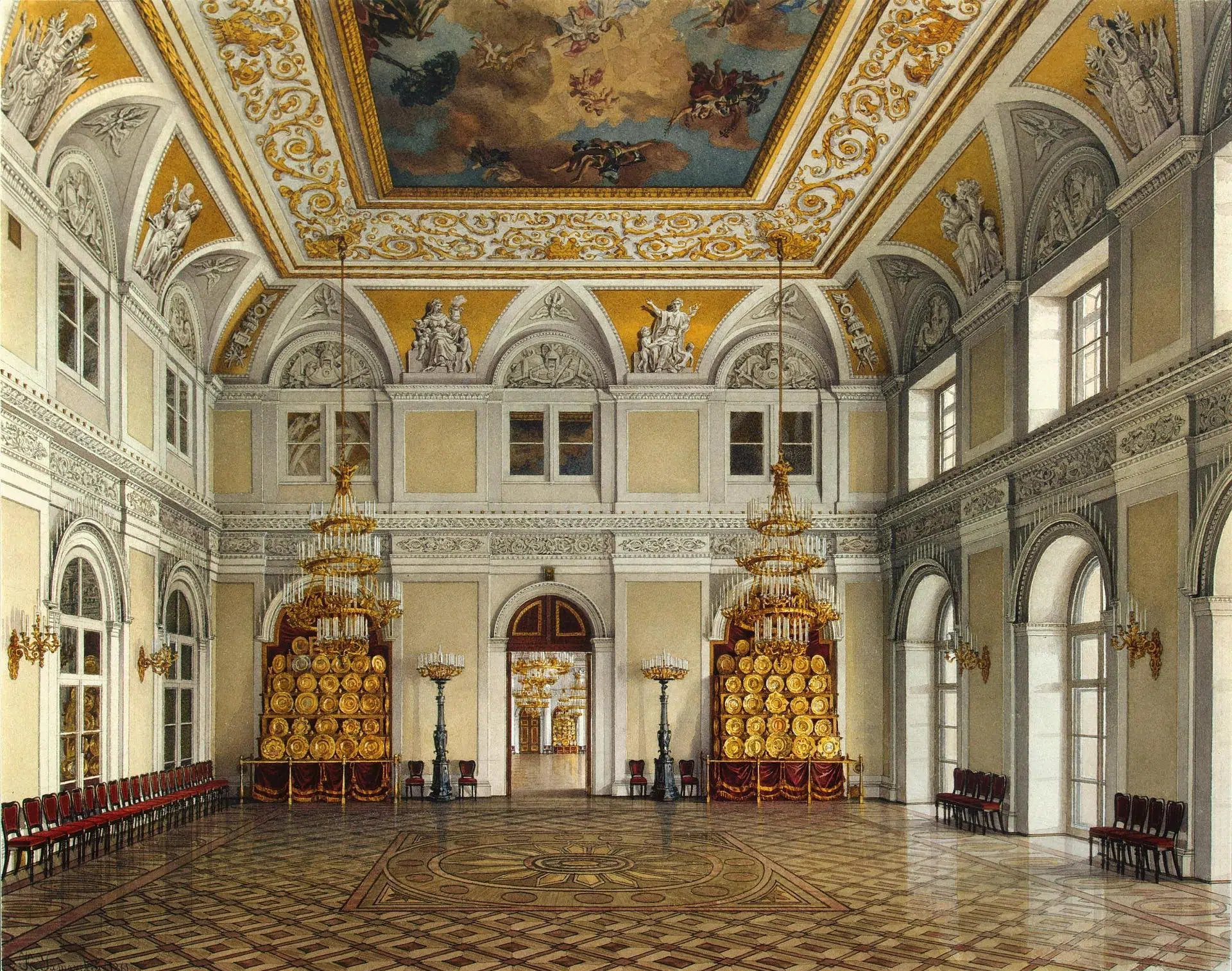
Виды залов Зимнего дворца. Аванзал
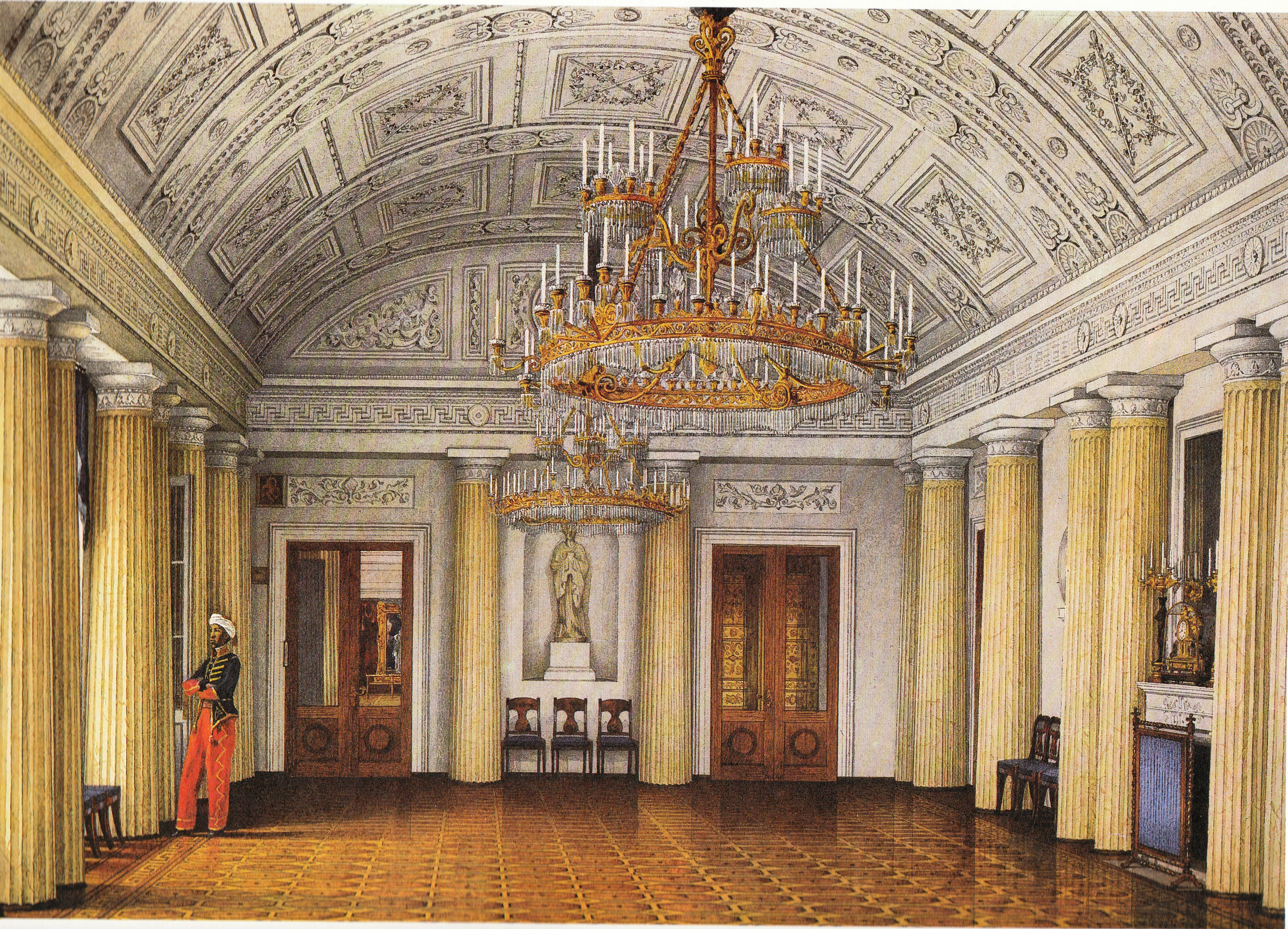
Виды залов Зимнего дворца. Арапский зал, или Большая столовая
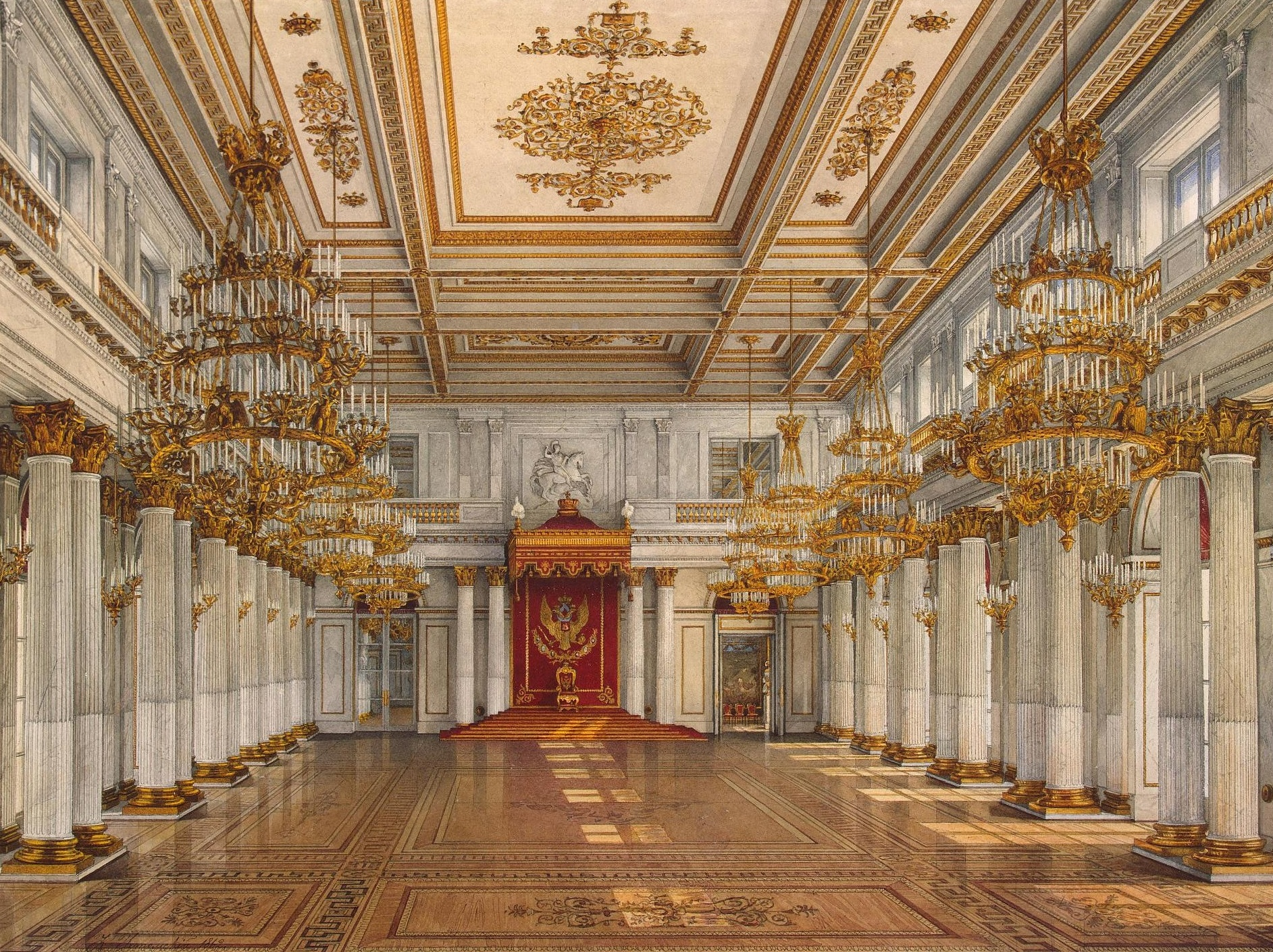
Виды залов Зимнего дворца. Георгиевский зал
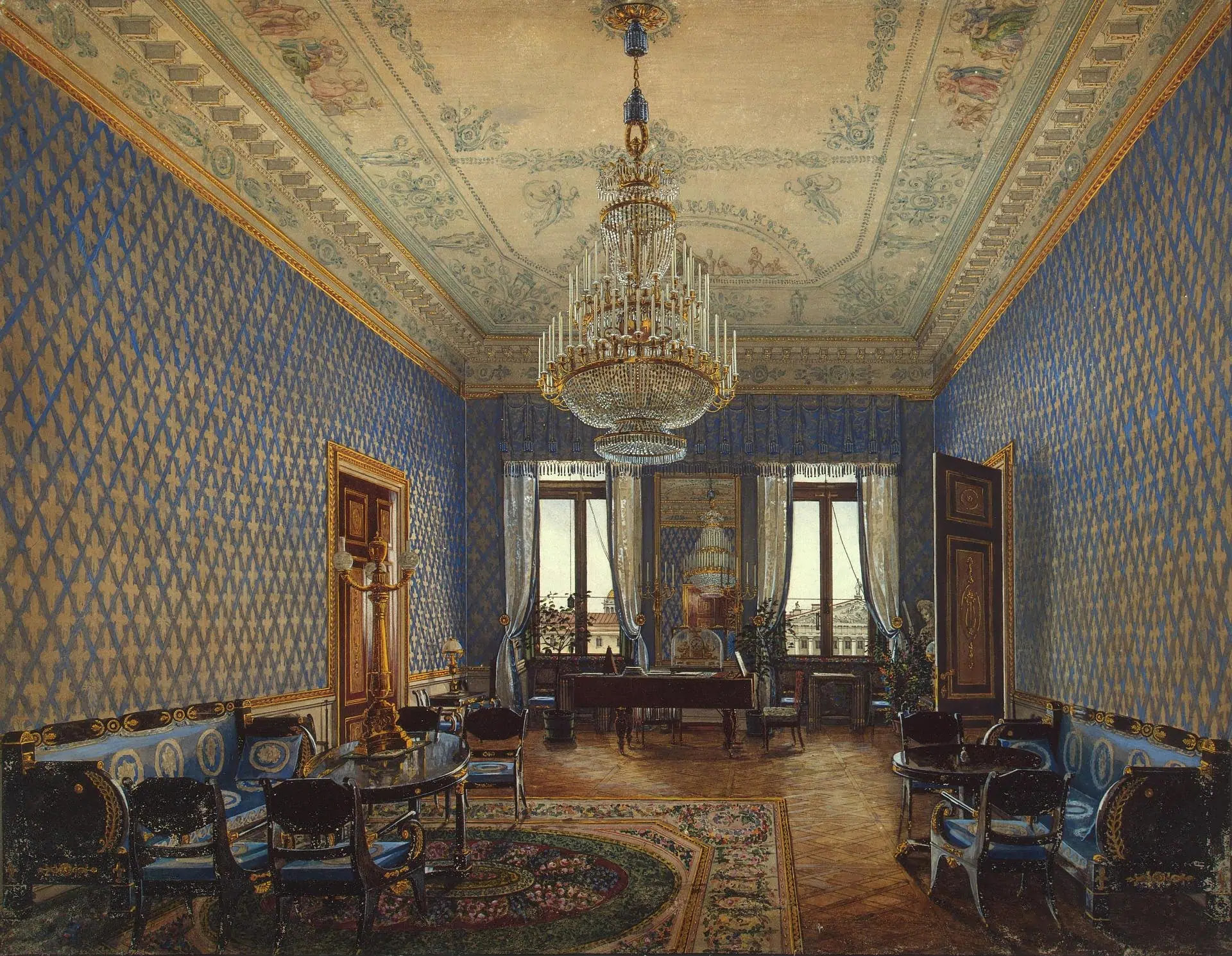
Виды залов Зимнего дворца. Гостиная великой княжны Марии Николаевны
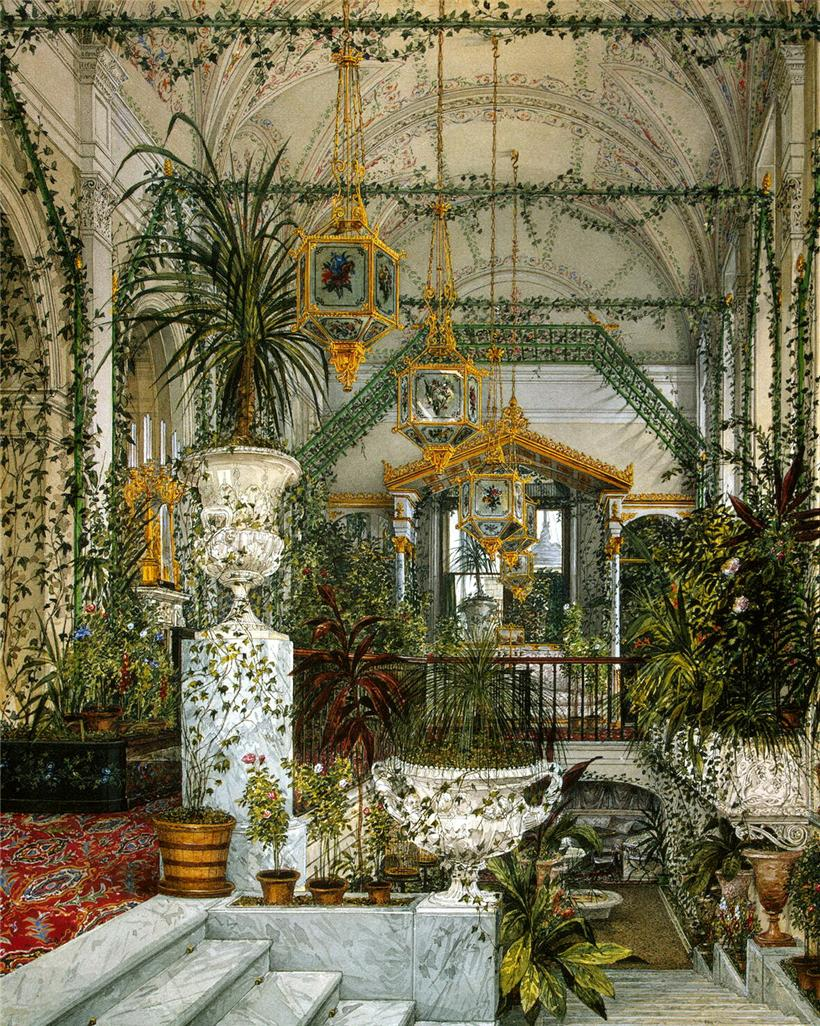
Виды залов Зимнего дворца. Зимний сад императрицы Александры Федоровны
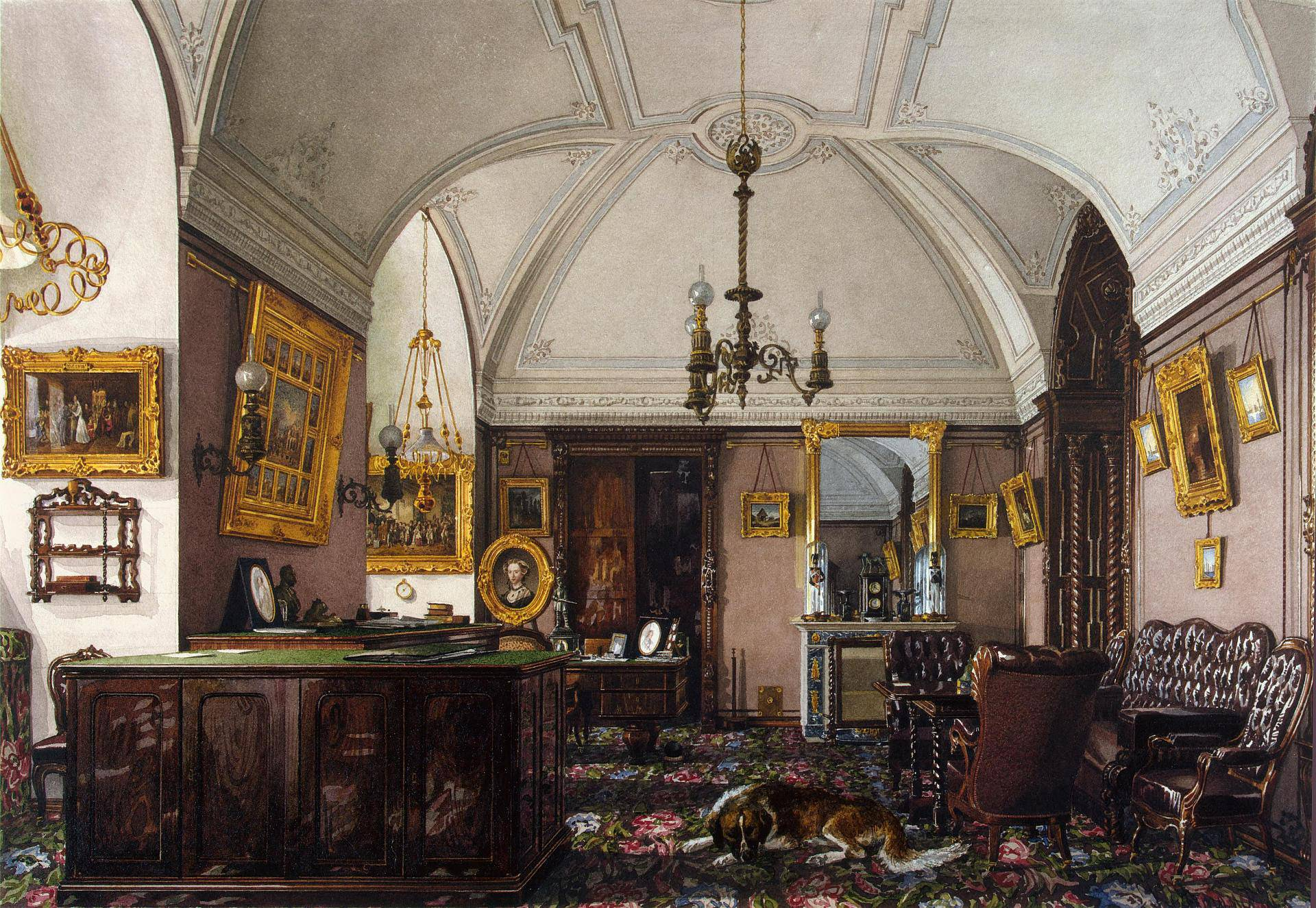
Виды залов Зимнего дворца. Кабинет великого князя Николая Николаевича
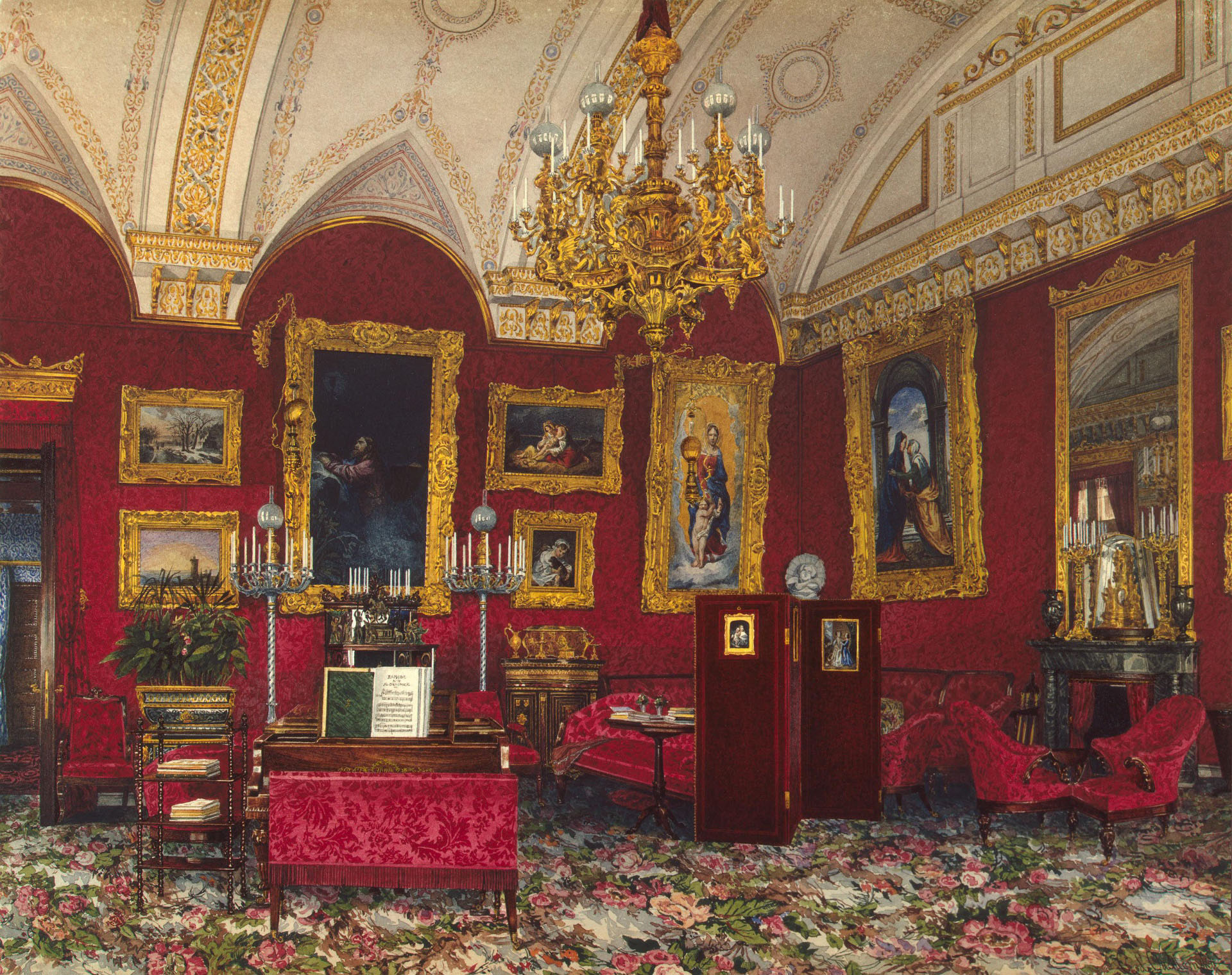
Виды залов Зимнего дворца. Кабинет великой княгини Марии Александровны
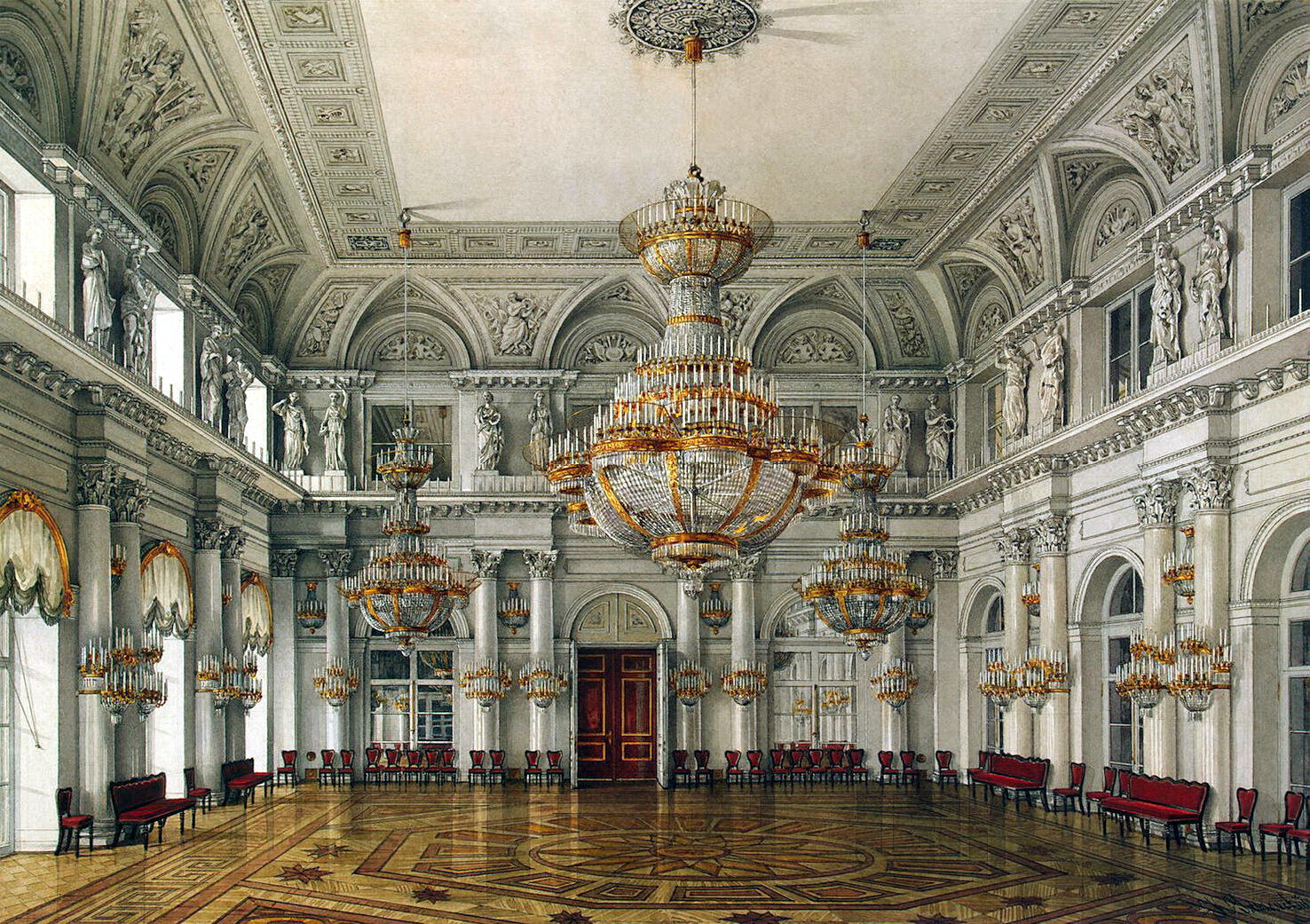
Виды залов Зимнего дворца. Концертный зал
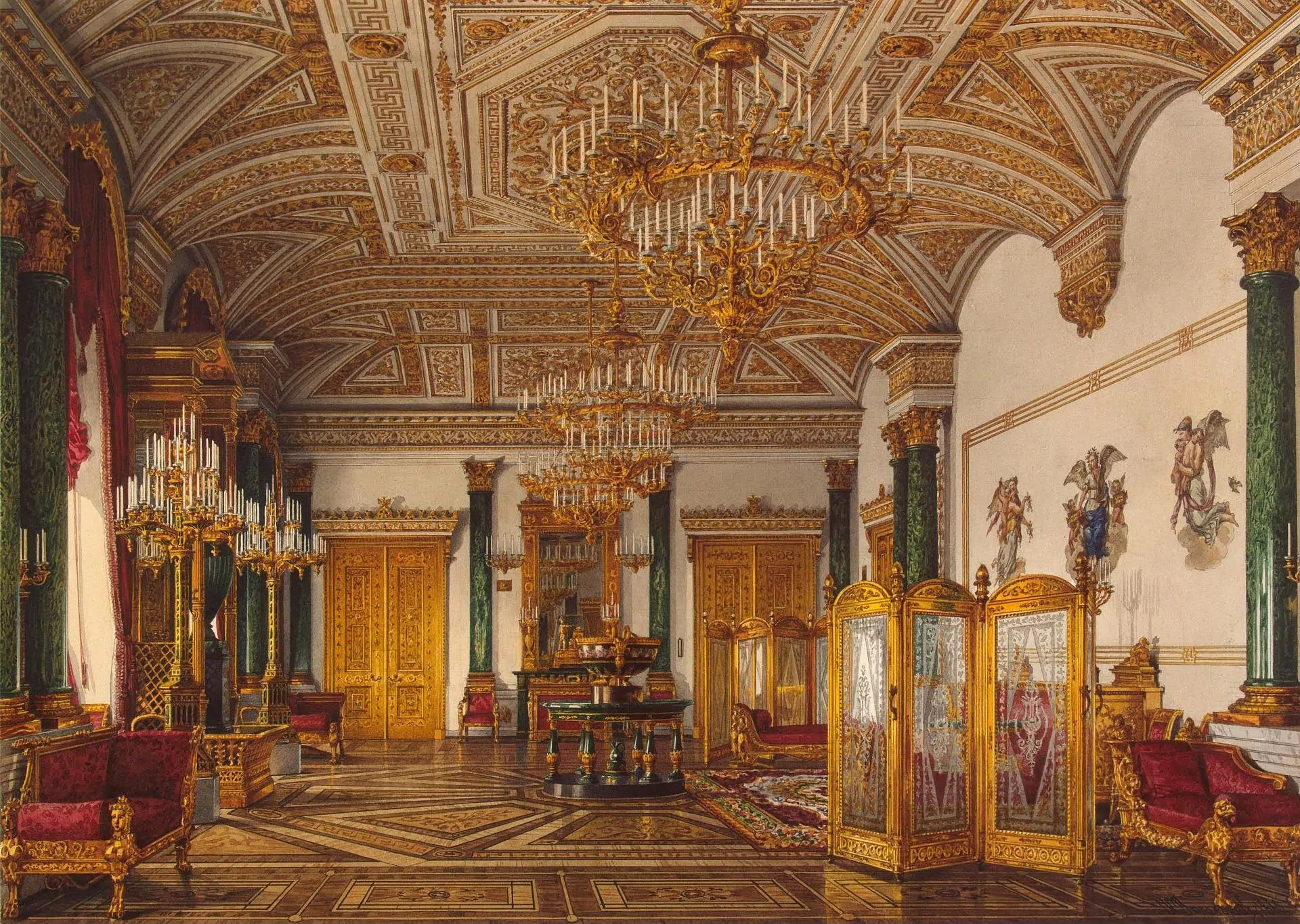
Виды залов Зимнего дворца. Малахитовый зал
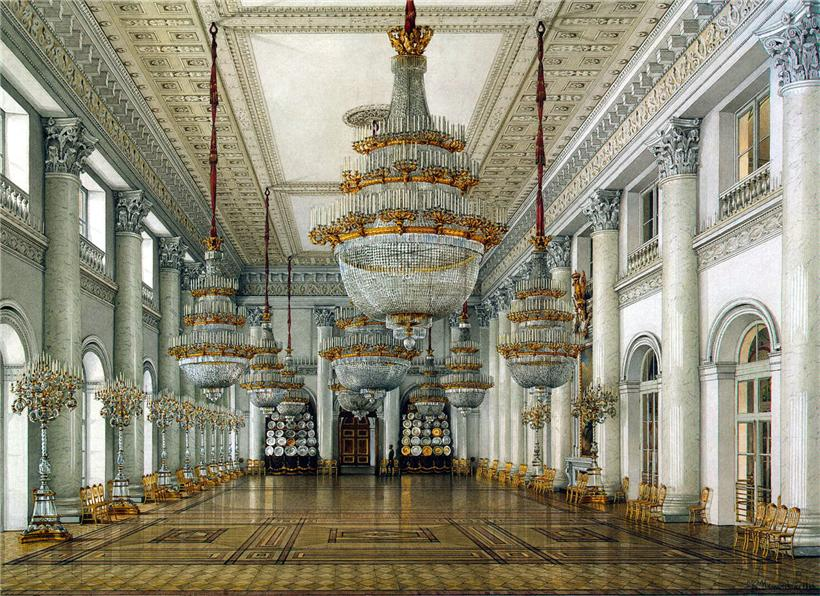
Виды залов Зимнего дворца. Николаевский зал
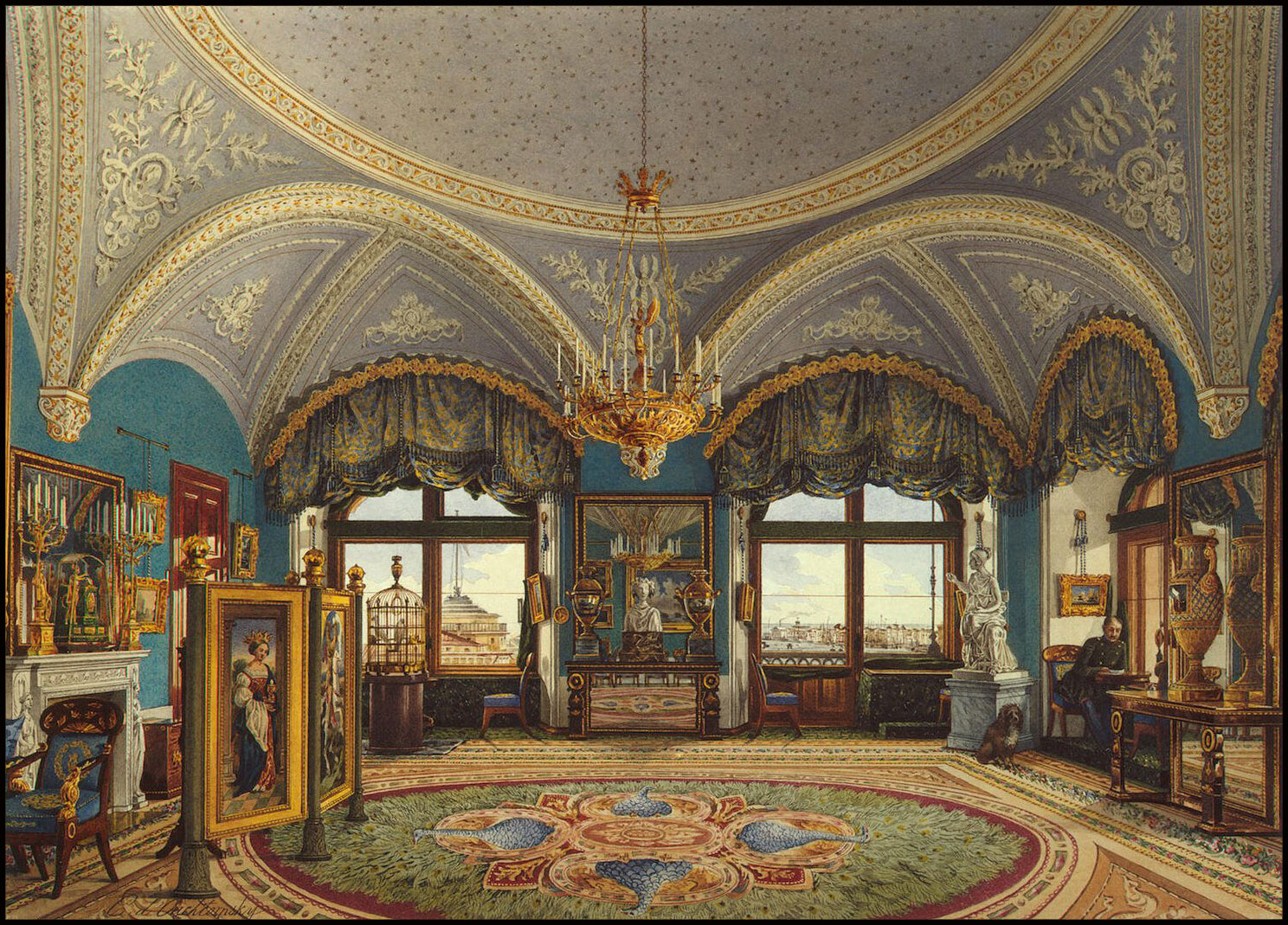
Виды залов Зимнего дворца. Угловая гостиная императора Николая I
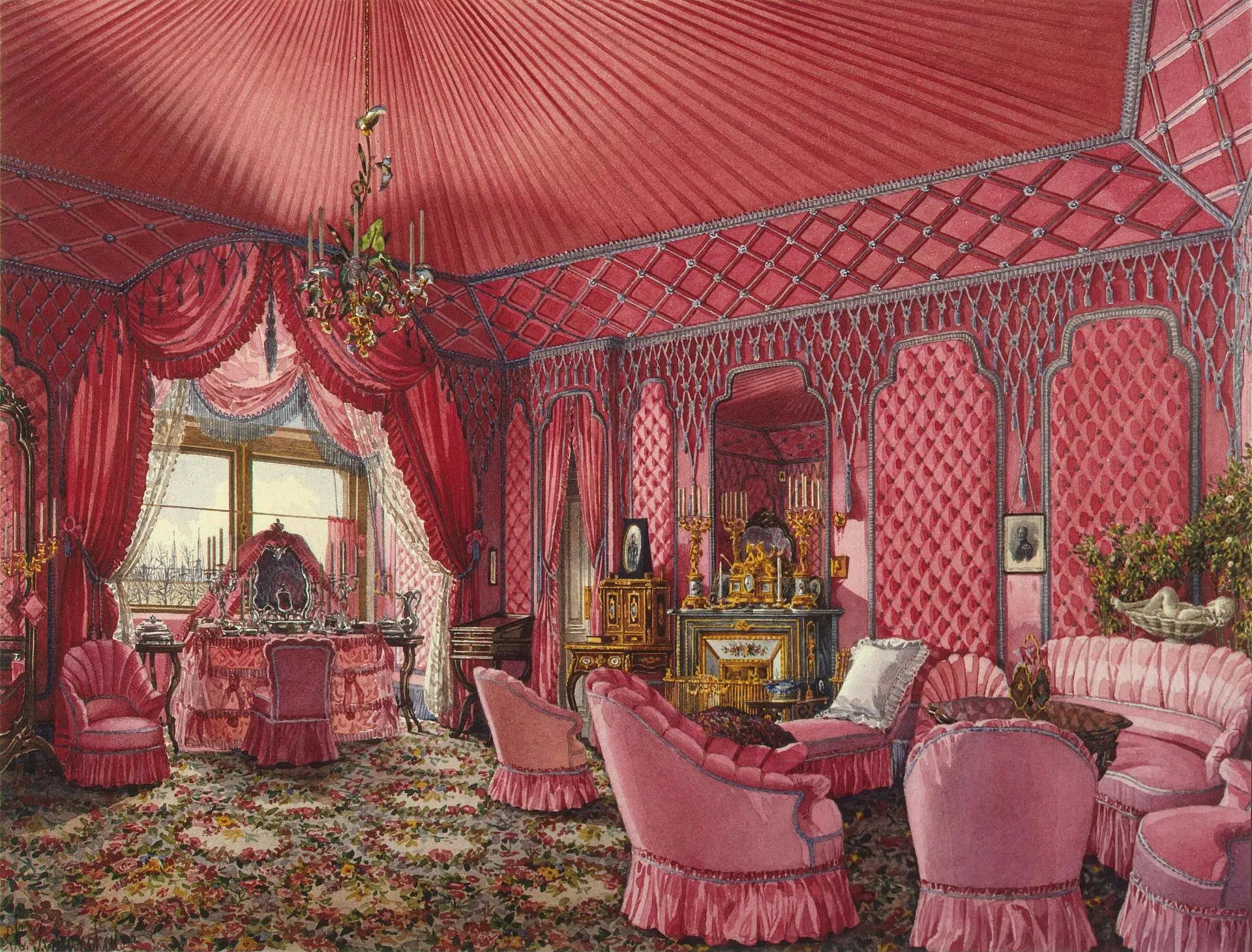
Виды залов Зимнего дворца. Четвертая запасная половина. Туалетная
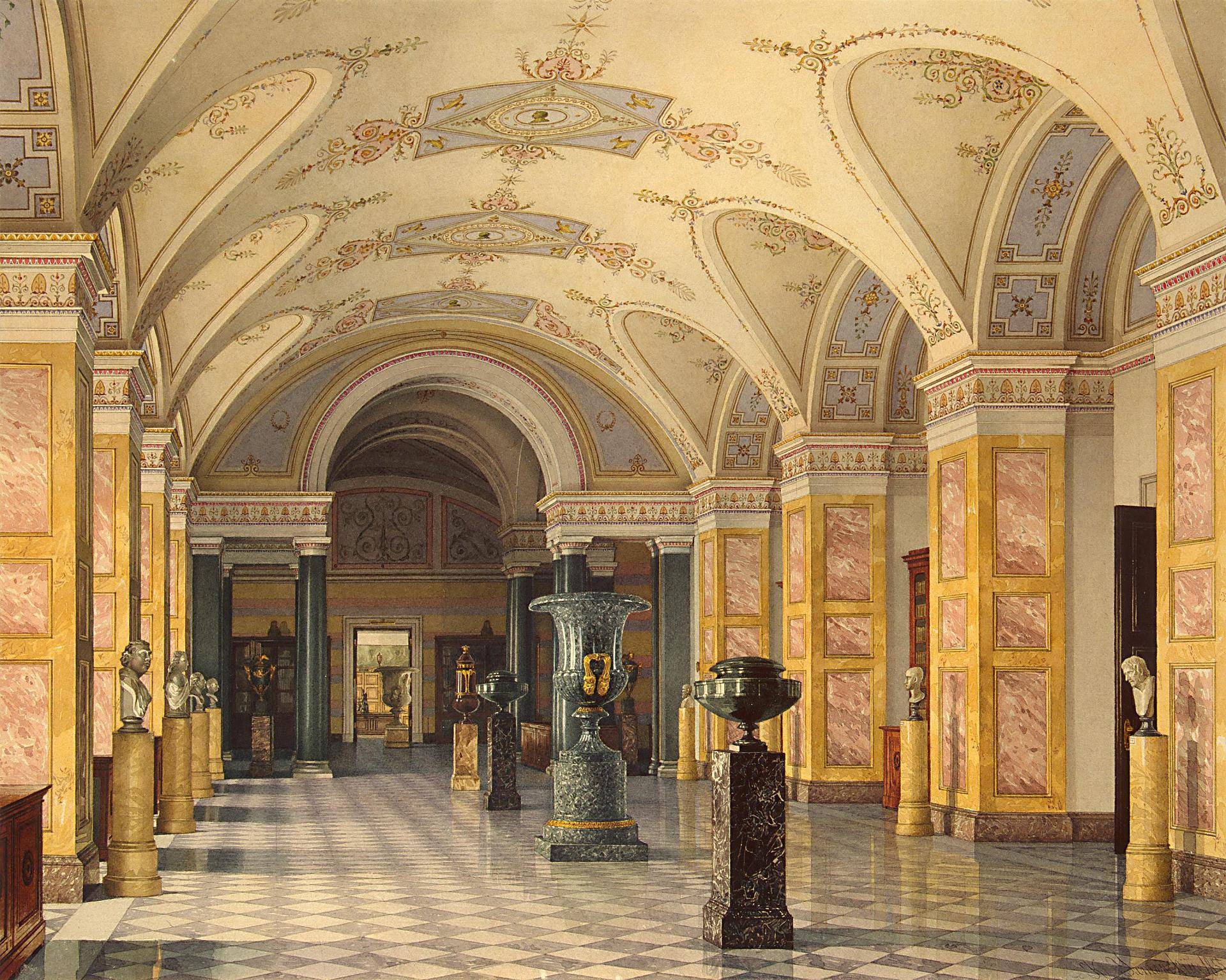
Виды залов Нового Эрмитажа. Зал IV библиотеки
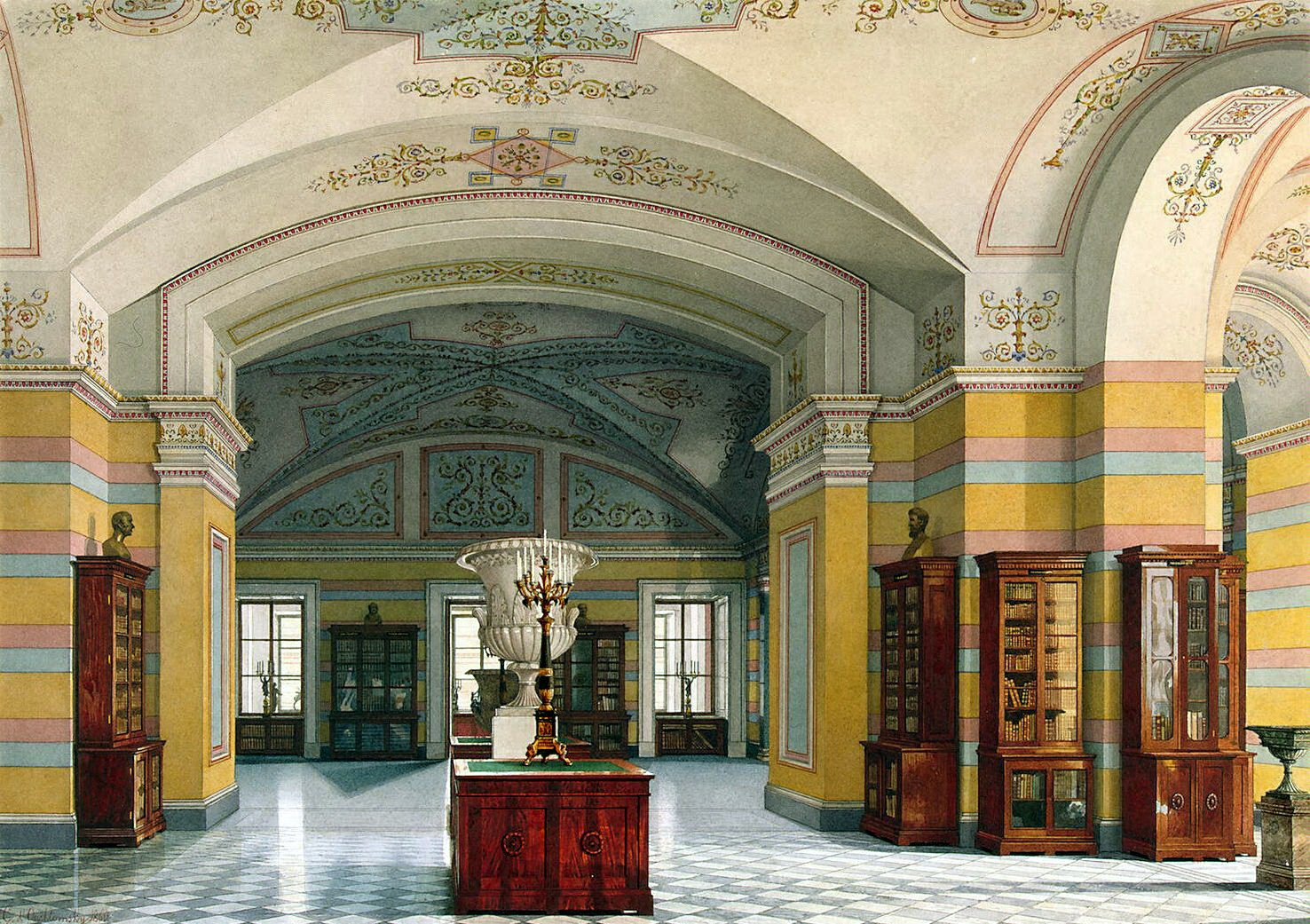
Виды залов Нового Эрмитажа. Зал V библиотеки
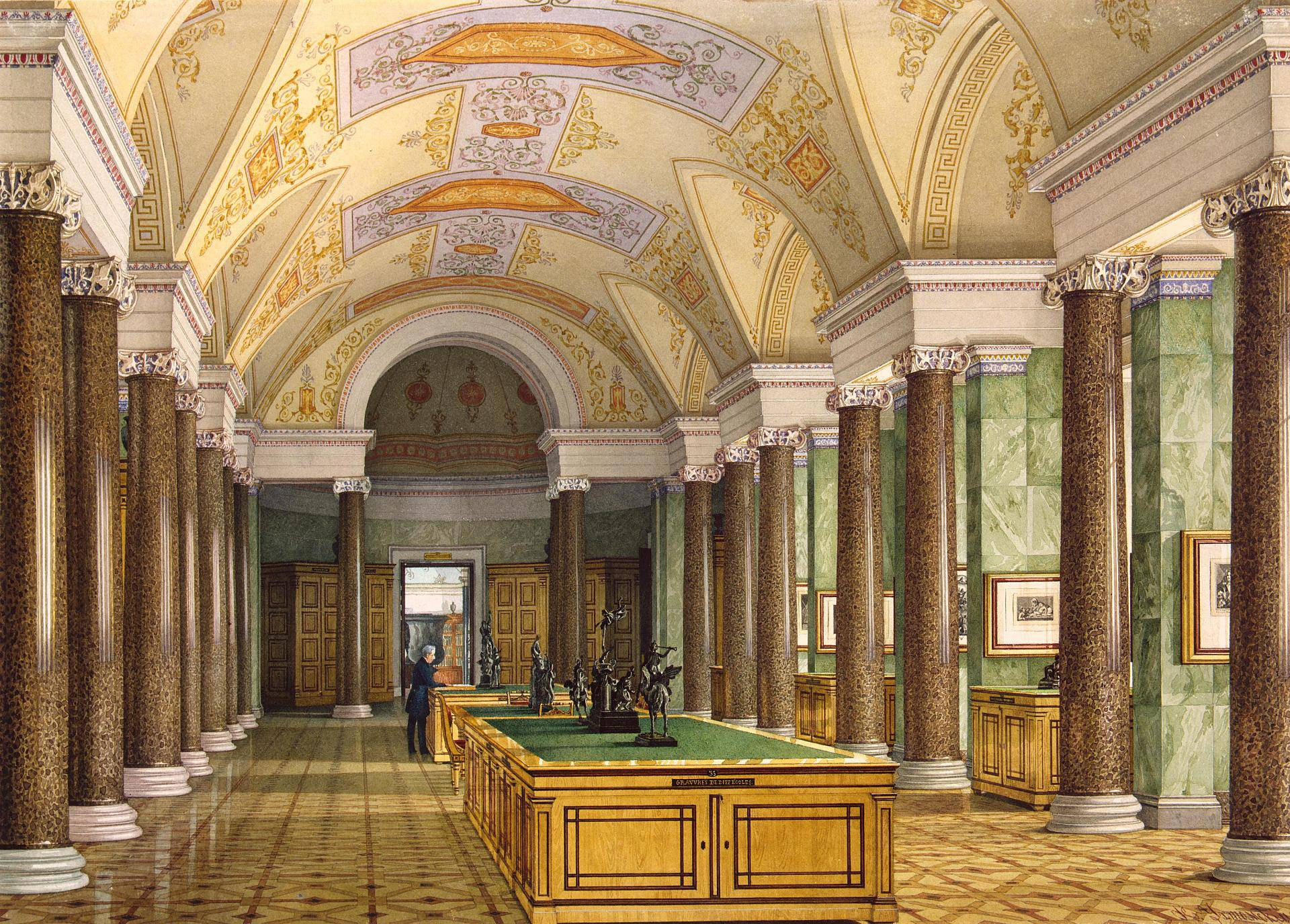
Виды залов Нового Эрмитажа. Зал гравюр

## Публикации текстов
- Ухтомский К. А. К истории Императорской Академии художеств : Из писем К. А. Ухтомского к Н. А. Рамазанову, 1852–1865 гг. // Русский архив. — М. : Унив. типография, 1907. — Вып. 4. — С. 523–569. — Также опубл. в изд.:  Щукинский сборник. — М.: Тип. Тов-ва А. И. Мамонтова, 1907. — Вып. 6. — С. 329–399.